# Auge de la ganadería ovina en la Patagonia

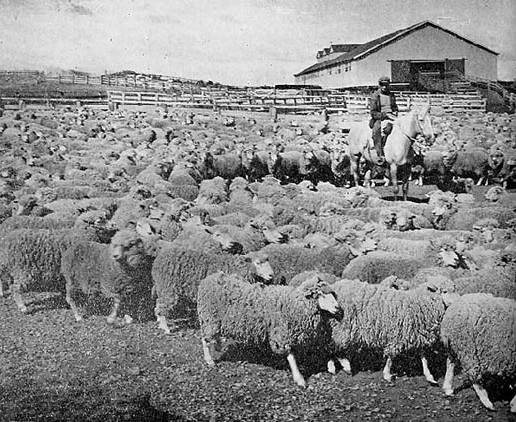
Rancho ovino de Tierra del Fuego en 1942. Esa era la principal actividad de la región en ese momento, pero se ha visto afectada tanto por la caída del mercado mundial de la lana como por la extracción de petróleo y gas.

A fines del siglo XIX y principios del XX, la cría de ovejas se expandió por los pastizales patagónicos, lo que convirtió a las regiones australes de Argentina y Chile en una de las áreas ovejeras más importantes del mundo. El boom de la ganadería ovina se produjo tras el reparto de inmensas concesiones de tierras por parte de los gobiernos y atrajo a miles de inmigrantes de Chiloé y Europa al sur de la Patagonia. La ganadería ovina en la Patagonia se orientó hacia la producción de lana desde la década de 1870, pero cambió a fines del siglo XIX y comienzos del XX con el desarrollo de inmensos frigoríficos para la exportación de carne a Europa. La ganadería a gran escala desplazó a las naciones indígenas de la parte continental y produjo el genocidio selknam en la Tierra del Fuego dividida en 1881 entre Argentina y Chile, alterando radicalmente el ecosistema de la estepa.
La cría de ovinos en la Patagonia se realizó mediante un sistema de estancias adaptado de las prácticas británicas en las islas Malvinas, Australia y Nueva Zelandia Cada una de estas estancias se administraba desde un casco central (un complejo central de edificios) donde vivían administradores, capataces y algunos pocos trabajadores, que se multiplicaban en la temporada de esquila.
La Sociedad Explotadora de Tierra del Fuego poseía millones de hectáreas y cientos de miles de animales en 1901.

## Desarrollo
En 1843 Chile estableció una colonia en la península de Brunswick para afirmar la soberanía sobre el estratégico estrecho de Magallanes. La actividad inicial de pastoreo de ovejas en la colonia chilena fue muy modesta. Los primeros hombres que se dieron cuenta del potencial del pastoreo de ovejas a gran escala en las tierras cercanas al estrecho de Magallanes fueron las autoridades de Punta Arenas y de puerto santa Cruz, que transportaron animales e invitaron a desarrollar la ganadería como en las islas Malvinas a un grupo de inmigrantes británicos establecidos en Punta Arenas en la década de 1870.
El primer intento exitoso de cría de ovejas en el estrecho de Magallanes se le atribuye al inglés Henry Reynard (en español: Enrique Reynard) que crio ovejas en 1877 en la isla Isabel. Estas ovejas fueron llevadas al estrecho de Magallanes por el gobernador chileno Diego Dublé Almeyda, quien viajó específicamente con ese propósito a las islas Malvinas en la corbeta Chacabuco en 1876. En Puerto Argentino compró 300 ovejas y en Chile se las vendió a Henry Reynard. En 1878, este primer experimento de cría de ovejas se consideró un éxito y creó una gran demanda de tierra entre las personas que intentaron establecer sus propios negocios de cría de ovejas.

### Más allá del estrecho de Magallanes
Todas las mejores áreas de pastoreo de ovejas a lo largo del estrecho se habían alquilado o reservado en 1884. En este punto el gobernador del territorio argentino de Santa Cruz Carlos María Moyano viajó a las Malvinas donde prometió un alquiler barato de tierras para cualquier agricultor que se mudara al territorio, escasamente poblado. Un grupo de cinco colonos que llegaron por esta vía, Henry Jamieson, John Hamilton, William Saunders, Mac Clain y George Mac George, quienes elaboraron un plan para establecer rápidamente grandes ovejerías. Estos hombres fueron en 1888 a Buenos Aires y luego a Río Negro donde compraron miles de ovejas, caballos y provisiones. Todas las ovejas, pastores, caballos y provisiones se reunieron en el puesto avanzado argentino de Fortín Conesa desde donde partieron hacia el sur el 8 de septiembre de ese año. Los pastores siguieron una ruta costera similar a la actual Ruta Nacional 3 durante cientos de kilómetros hasta llegar a sus mercedes de tierras en el territorio de Santa Cruz. Como el movimiento de ganado de esta magnitud era inaudito en la región, la hazaña fue bautizada más tarde como El Gran Arreo por el escritor José Salvador Borerro Rivera.
En Chile, la cría de ovejas se expandió desde el estrecho de Magallanes hasta el área alrededor del seno Última Esperanza, donde en 1893 se estableció la primera estancia. Los intentos del empresario Daniel Cruz Ramírez por establecer un negocio de ganadería alrededor de 1899 en la península Muñoz Gamero fracasaron debido al clima húmedo y las condiciones pantanosas del terreno.

### Subastas chilenas de 1903-1906
Cuando la mayoría de los arriendos de tierras alrededor del estrecho de Magallanes expiraron hacia 1902, el gobierno chileno decidió subastar las tierras. Esto posiblemente se debió a la presión de los intereses comerciales en Valparaíso y Santiago que se habían dado cuenta de lo rentable que era la cría de ovejas en Magallanes. Los empresarios chilenos y extranjeros que habían arrendado las tierras buscaron poder comprar la tierra directamente del Estado, pero no tuvieron éxito en sus intentos. Las primeras subastas comenzaron el 20 de marzo de 1903.
Las ovejerías alrededor del seno Última Esperanza inicialmente no se vieron afectadas por las subastas, pero el 15 de marzo de 1905, estas tierras también fueron subastadas. La Sociedad Explotadora de Tierra del Fuego se convirtió en el principal terrateniente de la zona estableciendo su sede de estancia local en Cerro Castillo. [9]

En pocos días se habían formado media docena de empresas con grandes capitales, y para salvar sus hogares los colonos se constituyeron en una sola empresa, las 'Estancias Unidas de Última Esperanza'. En la subasta hubo escenas salvajes, se hicieron ofertas enormes y se vendieron lotes a precios diez veces superiores a su valor real. El resultado fue que la mayoría de los compradores no pudieron pagar en el momento adecuado
Carl Skottsberg sobre las subastas del 15 de marzo de 1905

Cuando terminaron las subastas en septiembre de 1906, tres empresas propiedad de un total de 18 personas poseían la mayor parte de la tierra apta para la cría de ovejas alrededor del estrecho. Muchos de los primeros pioneros en la cría de ovejas no pudieron continuar en el negocio como propietarios, pero algunos sí lo hicieron. La concentración de la tierra en unas pocas propiedades dio la tenencia de la tierra en Magallanes como una estructura de latifundio. Esta mayor concentración de la propiedad de la tierra enfrentó críticas de autores como Lautaro Navarro, quien en 1908 escribió «lo que era apropiado para el Territorio era la subdivisión [de la tierra en propiedades más pequeñas] como medio para aumentar la población y dar acceso a la tierra a los pequeños capitalistas que deseaban establecer estancias en sus propias tierras».  Con especial referencia al área de Última Esperanza, el explorador sueco Carl Skottsberg también criticó las subastas y los cambios resultantes en la propiedad de la tierra, en su libro The Wilds of Patagonia (1911) escribió «Difícilmente puedo creer que la revolución fuera favorable a los intereses de Chile, y me atrevería a decir que es una página bastante fea en la historia de un pueblo llamado democrático. Los hombres que conocieron la Patagonia antes y ahora dicen que "la estrella de Última Esperanza se hundió cuando la todopoderosa compañía se convirtió en su amo"».

## Fin del boom
En la década de 1910, la economía de Magallanes enfrentó varios desafíos, como la disminución del tráfico marítimo como resultado de la apertura del canal de Panamá en 1914 y el establecimiento de la aduana en Punta Arenas. En 1920, a raíz de la Primera Guerra Mundial, el precio de la lana había bajado significativamente provocando una crisis económica en la Patagonia argentina ganadera. La economía de la cría de ovejas se enfrentó a un mayor malestar social y se sumó a la competencia de los criadores de ovejas de Nueva Zelanda. Después de reconocer la tenencia concentrada de la tierra como una causa de las tensiones sociales, las autoridades chilenas comenzaron en la década de 1930 los esfuerzos por redistribuir la tierra y diversificar la economía. Finalmente, en la década de 1950 se comenzó a extraer petróleo desde las plataformas petrolíferas del estrecho de Magallanes, poniendo fin de manera efectiva a la dependencia de la cría de ovejas para la economía local.

## Impacto ecológico

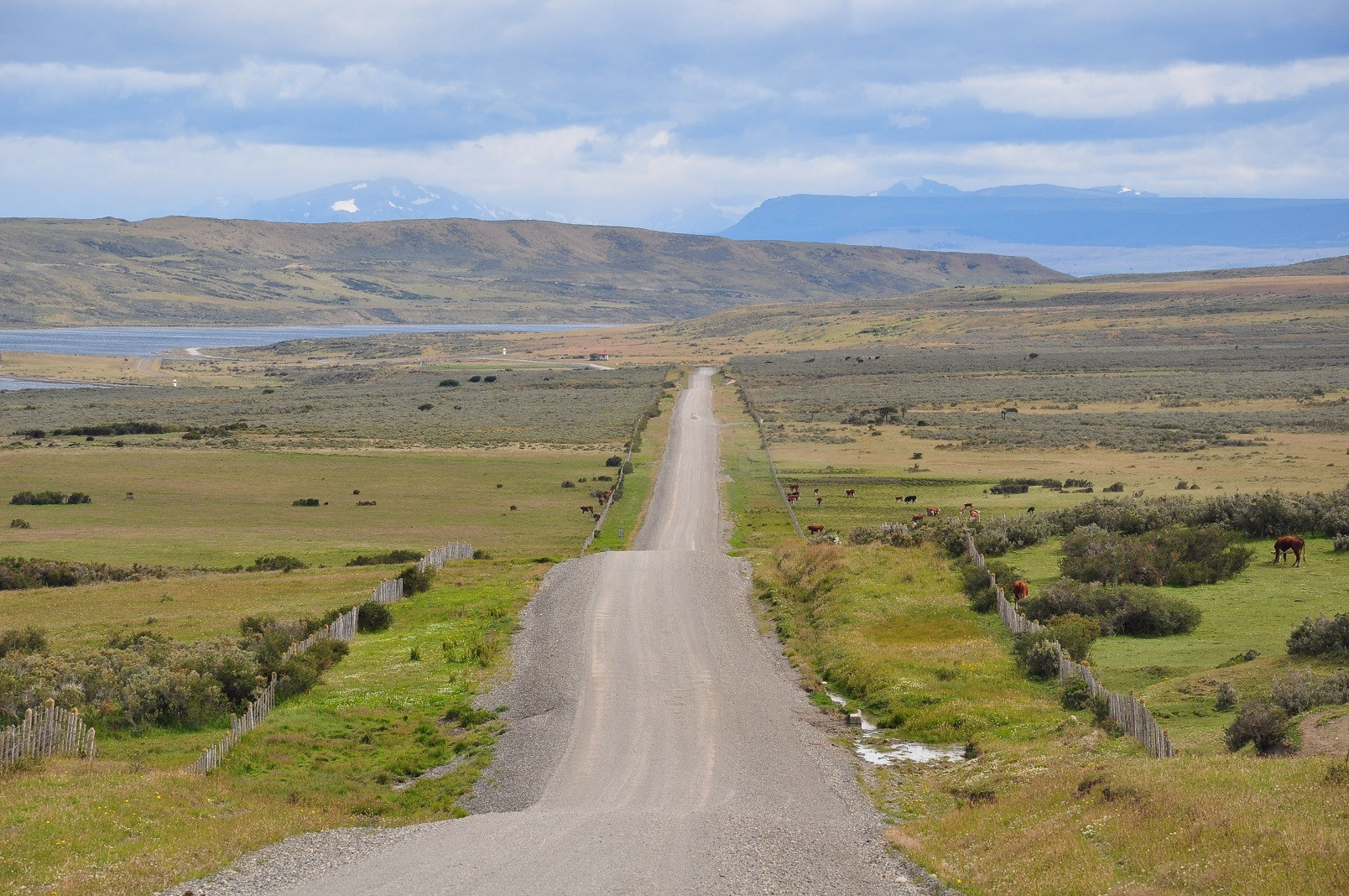
Pastizales naturales cerca de la isla Riesco, 70 km al norte de Punta Arenas.

El auge de la cría de ovejas no solo alteró el panorama demográfico y económico de la Patagonia Austral, sino que también cambió el ecosistema de la estepa patagónica. La investigación sugiere que los excrementos de oveja podrían haber causado la eutrofización de lagunas como Potrok Aike en Santa Cruz, y las ovejas también podrían haber causado una considerable erosión. El estrecho de Magallanes y la costa atlántica estaban cubiertos por pastizales naturales, por lo que no hubo tala de bosques durante la introducción de ovejas.